# نهائي كأس أوروبا 1981
نهائي كأس أوروبا 1981 هي المباراة النهائية من بطولة كأس أوروبا 1980–81 المعروفة حالياً باسم بطولة دوري أبطال أوروبا. لُعبت المباراة على ملعب بارك دي برينس في باريس يوم 27 مايو 1981 بين نادي ليفربول ونادي ريال مدريد. وفاز نادي ليفربول بالمباراة بهدف وحيد سجله اللاعب ألان كينيدي.

## عن الفريقين

### ليفربول
| تاريخ ليفربول في نهائيات دوري أبطال أوروبا | تاريخ ليفربول في نهائيات دوري أبطال أوروبا | تاريخ ليفربول في نهائيات دوري أبطال أوروبا | تاريخ ليفربول في نهائيات دوري أبطال أوروبا | تاريخ ليفربول في نهائيات دوري أبطال أوروبا | تاريخ ليفربول في نهائيات دوري أبطال أوروبا |
| النسخة                                     | المركز                                     | الخصم                                      | النتيجة                                    | المكان                                     | الحضور                                     |
| كأس أوروبا (النظام القديم)                 | كأس أوروبا (النظام القديم)                 | كأس أوروبا (النظام القديم)                 | كأس أوروبا (النظام القديم)                 | كأس أوروبا (النظام القديم)                 | كأس أوروبا (النظام القديم)                 |
| ------------------------------------------ | ------------------------------------------ | ------------------------------------------ | ------------------------------------------ | ------------------------------------------ | ------------------------------------------ |
| 1977                                       | البطل                                      | بوروسيا مونشنغلادباخ                       | 1–3                                        | ملعب أولمبيكو، روما                        | 52,078                                     |
| 1978                                       | البطل                                      | كلوب بروج                                  | 0–1                                        | ملعب ويمبلي، لندن                          | 92,500                                     |

### ريال مدريد
| تاريخ ريال مدريد في نهائيات دوري أبطال أوروبا | تاريخ ريال مدريد في نهائيات دوري أبطال أوروبا | تاريخ ريال مدريد في نهائيات دوري أبطال أوروبا | تاريخ ريال مدريد في نهائيات دوري أبطال أوروبا | تاريخ ريال مدريد في نهائيات دوري أبطال أوروبا | تاريخ ريال مدريد في نهائيات دوري أبطال أوروبا |
| النسخة                                        | المركز                                        | الخصم                                         | النتيجة                                       | المكان                                        | الحضور                                        |
| كأس أوروبا (النظام القديم)                    | كأس أوروبا (النظام القديم)                    | كأس أوروبا (النظام القديم)                    | كأس أوروبا (النظام القديم)                    | كأس أوروبا (النظام القديم)                    | كأس أوروبا (النظام القديم)                    |
| --------------------------------------------- | --------------------------------------------- | --------------------------------------------- | --------------------------------------------- | --------------------------------------------- | --------------------------------------------- |
| 1956                                          | البطل                                         | ستاد ريمس                                     | 4–3                                           | بارك دي برينس، باريس                          | 38,239                                        |
| 1957                                          | البطل                                         | فيورنتينا                                     | 2–0                                           | سانتياغو بيرنابيو، مدريد                      | 124,000                                       |
| 1958                                          | البطل                                         | ميلان                                         | 3–2 (ب.و.إ)                                   | الملك بودوان، بوركسل                          | 67,000                                        |
| 1959                                          | البطل                                         | ستاد ريمس                                     | 2–0                                           | مرسيدس بنز أرينا، شتوتغارت                    | 72,000                                        |
| 1962                                          | الوصيف                                        | بنفيكا                                        | 3–5                                           | الملعب الأولمبي، أمستردام                     | 61,257                                        |
| 1964                                          | الوصيف                                        | إنتر ميلان                                    | 1–3                                           | إرنست هابل، فيينا                             | 71,333                                        |
| 1966                                          | البطل                                         | بارتيزان                                      | 2–1                                           | الملك بودوان، بوركسل                          | 46,745                                        |

## مشوار النهائي
ليفربول
| الدور       | الخصم       | الذهاب  | الإياب   | النتيجة الإجمالية |
| ----------- | ----------- | ------- | -------- | ----------------- |
| الأول       | أولو        | 1–1 (خ) | 10–0 (د) | 11–1              |
| الثاني      | نادي أبردين | 1–0 (خ) | 4–0 (د)  | 5–0               |
| ربع النهائي | سسكا صوفيا  | 5–1 (د) | 1–0 (خ)  | 6–1               |
| نصف النهائي | بايرن ميونخ | 0–0 (د) | 1–1 (خ)  | 1–1               |

ريال مدريد
| الدور       | الخصم               | الذهاب  | الإياب  | النتيجة الإجمالية |
| ----------- | ------------------- | ------- | ------- | ----------------- |
| الأول       | نادي يميريك         | 2–1 (خ) | 5–1 (د) | 7–2               |
| الثاني      | نادي بودابست هونفيد | 1–0 (د) | 2–0 (خ) | 3–0               |
| ربع النهائي | سبارتاك موسكو       | 0–0 (خ) | 2–0 (د) | 2–0               |
| نصف النهئي  | إنتر ميلان          | 2–0 (د) | 0–1 (خ) | 2–1               |

## المباراة
| نادي ليفربول    | 1–0              | ريال مدريد |
| --------------- | ---------------- | ---------- |
| ألان كينيدي 82' | تقرير ماتش سينتر |            |

| ليفربول | ريال مدريد |

|           |    |                 |     |     |
|           |    |                 |     |     |
| GK        | 1  | راي كليمينس     |     |     |
| RB        | 2  | فيل نيل         |     |     |
| LB        | 3  | ألان كينيدي     |     |     |
| CB        | 4  | فيل تومبسون (ك) |     |     |
| LM        | 5  | راي كينيدي      | 29' |     |
| CB        | 6  | آلن هانسن       |     |     |
| CF        | 7  | كيني دالغليش    |     | 85' |
| RM        | 8  | سامي لي         |     |     |
| CF        | 9  | ديفيد جونسون    |     |     |
| CM        | 10 | تيري مكديرموت   |     |     |
| CM        | 11 | غرايم سونيس     |     |     |
| البدلاء:  |    |                 |     |     |
| MF        | 12 | جيمي كيس        |     | 85' |
| GK        | 13 | ستيف أوغرزوفيتش |     |     |
| DF        | 14 | كولين إروين     |     |     |
| DF        | 15 | ريتشارد موني    |     |     |
| FW        | 16 | هاورد غايل      |     |     |
| المدرب:   |    |                 |     |     |
| بوب بيزلي |    |                 |     |     |

|                |    |                            |     |     |
|                |    |                            |     |     |
| GK             | 1  | أوغستن رودريغز             |     |     |
| DF             | 2  | رافاييل كورتيس             |     | 87' |
| DF             | 3  | خوسيه أنتونيو كاماتشو      |     |     |
| MF             | 4  | أولي شتيليكه               | 59' |     |
| DF             | 5  | أندريس سابيدو              |     |     |
| MF             | 6  | فيسنتي ديل بوسكي           |     |     |
| FW             | 7  | خوان غوميز غونزاليس        |     |     |
| MF             | 8  | أنخيل كانو                 |     |     |
| FW             | 9  | كارلوس سانتيلانا (ك)       |     |     |
| DF             | 10 | أنتونيو غارسيا نافاخاس     |     |     |
| FW             | 11 | لوري كننغهام               |     |     |
| البدلاء:       |    |                            |     |     |
| GK             |    | ميغيل أنغيل غونزاليس       |     |     |
| DF             |    | إسيدور سان جوزيه           |     |     |
| MF             |    | أنخيل كانو                 |     |     |
| MF             |    | فرانسيسكو غارسيا هيرنانديز |     |     |
| MF             | 16 | فرانسيسكو بينيدا           |     | 87' |
| المدرب:        |    |                            |     |     |
| فويادين بوشكوف |    |                            |     |     |